# Die Reise nach Kafiristan
Die Reise nach Kafiristan ist ein deutscher Film der Brüder Donatello und Fosco Dubini von 2001.
Er basiert auf zwei Reisetagebüchern: Auf abenteuerlicher Fahrt durch Iran und Afghanistan von Ella Maillart und  Alle Wege sind offen. Die Reise nach Afghanistan von Annemarie Schwarzenbach.

## Handlung
1939. Annemarie Schwarzenbach und Ella Maillart reisen mit dem Auto nach Afghanistan, genauer: in ein kleines, schwer zugängliches Tal namens Kafiristan. Beide haben unterschiedliche Beweggründe. Schwarzenbach, eine schweizerische Schriftstellerin, ist lesbisch, morphiumsüchtig und erlebt immer wieder schwer depressive Phasen. Sie will vor der politischen und menschlichen Zerstörung Europas fliehen, jedoch auch ihren eigenen Problemen entkommen.
Ella Maillart, ebenfalls Schweizerin, ist Sportlerin, Fotografin, Ethnologin und verwirrt von den Einflüssen Nazideutschlands. Sie versucht einerseits, in der Einöde der Wüste zu sich selbst zu finden, andererseits die Kultur der nomadischen Völker zu erforschen.
Während der langen Autofahrten in der Einsamkeit der Landschaft kommen die beiden sich näher und letztlich lieben sie sich.

## Hintergrund
Die Schriftstellerin Annemarie Schwarzenbach wuchs in einer reichen Züricher Industriellenfamilie auf. Hochintelligent, promovierte sie bereits mit 23 Jahren, noch während des Studiums veröffentlichte sie erste literarische und journalistische Arbeiten.
Der Film Die Reise nach Kafiristan beruht auf ihren Aufzeichnungen ebendieser Reise.
Die junge Frau, die mit ihrem androgynen Erscheinungsbild beide Geschlechter gleichermaßen anzog, führte das Leben einer Intellektuellen, umgab sich mit deutschen, schweizerischen und auch jüdischen Gelehrten, was zu ihrer Zeit nicht ungefährlich war.
Sie blieb auch trotz ihrer Morphiumsucht der Schriftstellerei treu.
Nach mehreren Suizidversuchen starb Annemarie Schwarzenbach schließlich 1942 an den Folgen eines Fahrradunfalls. Die Liebe zwischen ihr und Ella Maillart wurde nie gelebt.

## Kritiken
„Auch wenn sich das Werk der Dubinis wegen seines langatmigen Inszenierungsstils, der teilweise verkopften Dialoge und im Off vorgetragenen Monologe sowie der auf den ersten Blick trostlos anmutenden Schauplätze einen breiten Publikum eher verschließen dürfte, so bietet dieses filmische Reisetagebuch einige bemerkenswerte Highlights.“

„Die Reise nach Kafiristan ist im wesentlichen eine Art filmischer Stillstand. Man ist hinterher nicht nur nicht klüger als vorher. Der Film besagt über die beiden gespielten Frauen im Grunde: nichts. Dafür spricht er für (oder besser gegen) die gekünstelte und manieristische Art, wie im deutschsprachigen Raum teilweise Betroffenheits- und Befindlichkeitskino realisiert wird: grauenhaft. Die gewollte, gezwungene Art, dem Publikum solcher Filme „die Wahrheit“ über „die Gefühlswelt“ zweier Menschen aufs Auge zu drücken, hat nichts von wirklicher Nähe. Nähe wird hier nicht produziert, sondern nur vorgetäuscht.“